# Krakelee

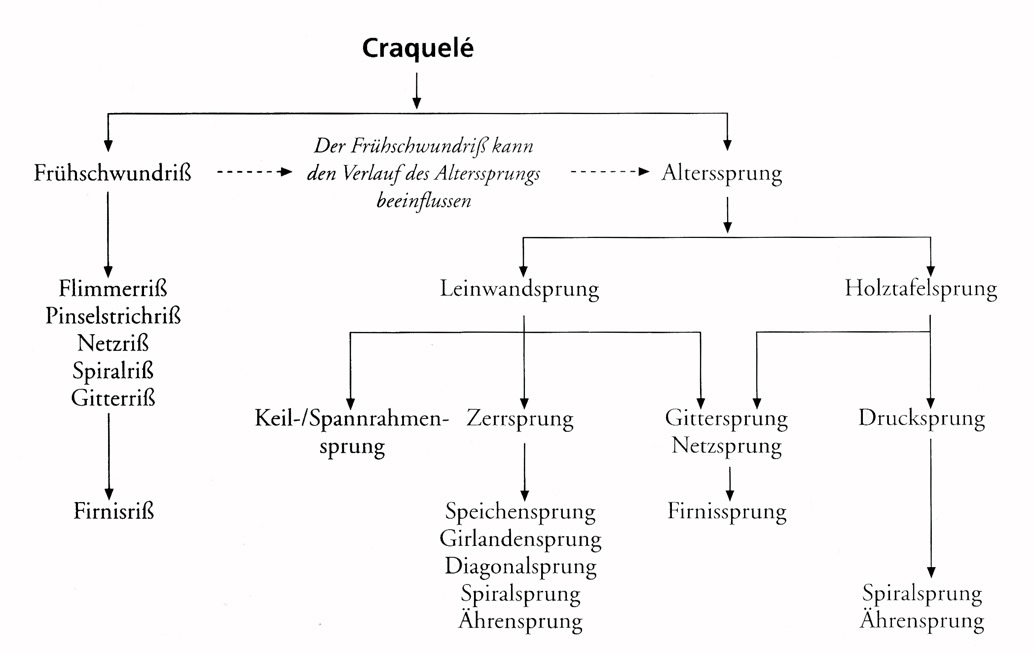
Alte Gemälde besitzen die unterschiedlichsten Craqueléformen, aus denen der Sachverständige gewisse Rückschlüsse über Alter, Maltechnik, Erhaltungszustand etc. ziehen kann.

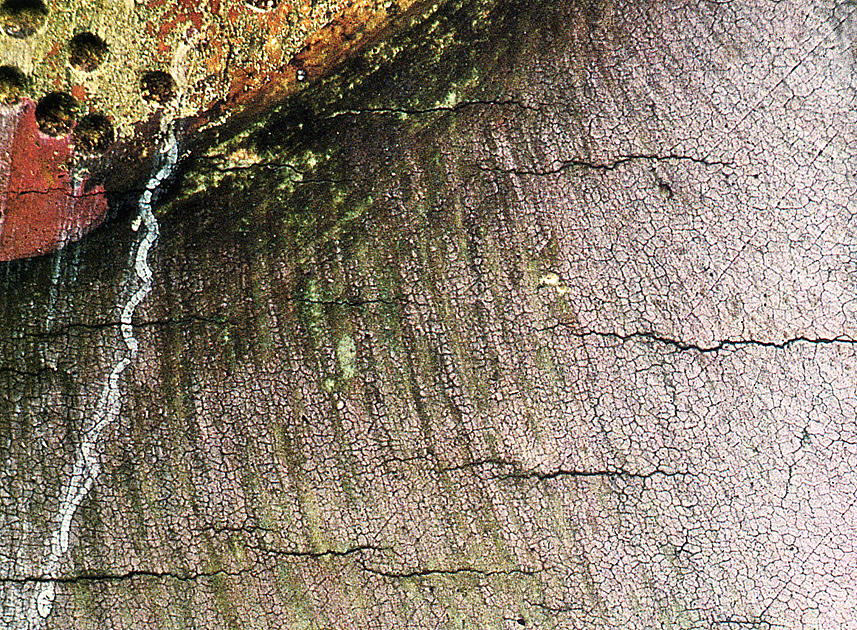
Charakteristische Alterssprünge auf einem frühitalienischen Tafelbild (Pappel)

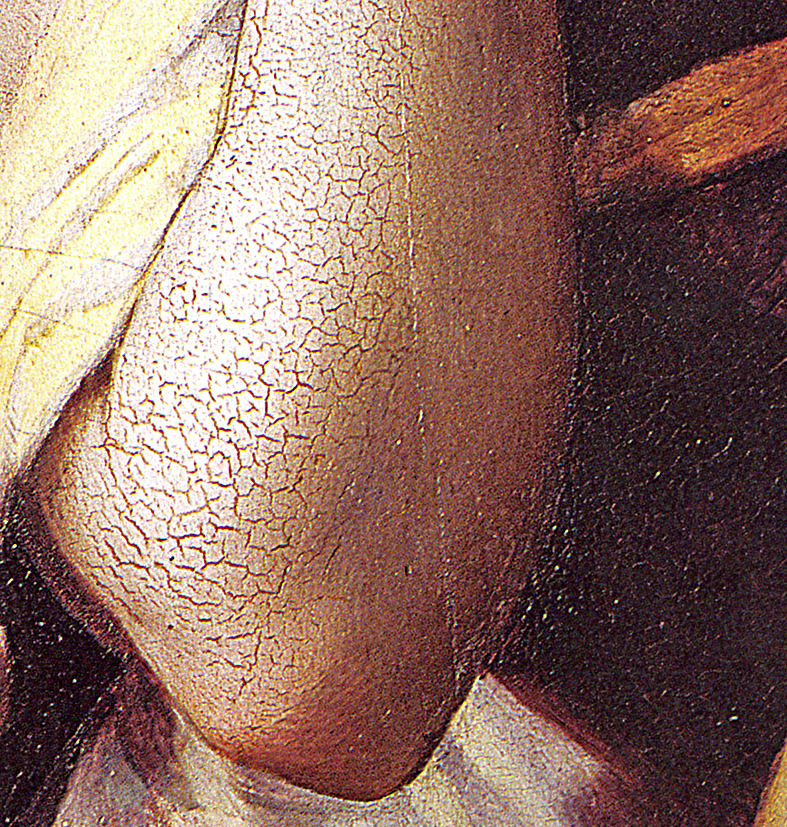
Durch den falschen Aufbau der Malschicht („mager auf fett“) sind im Arm im Rahmen der Farbtrocknung (Oxidation) Frühschwundrisse entstanden.

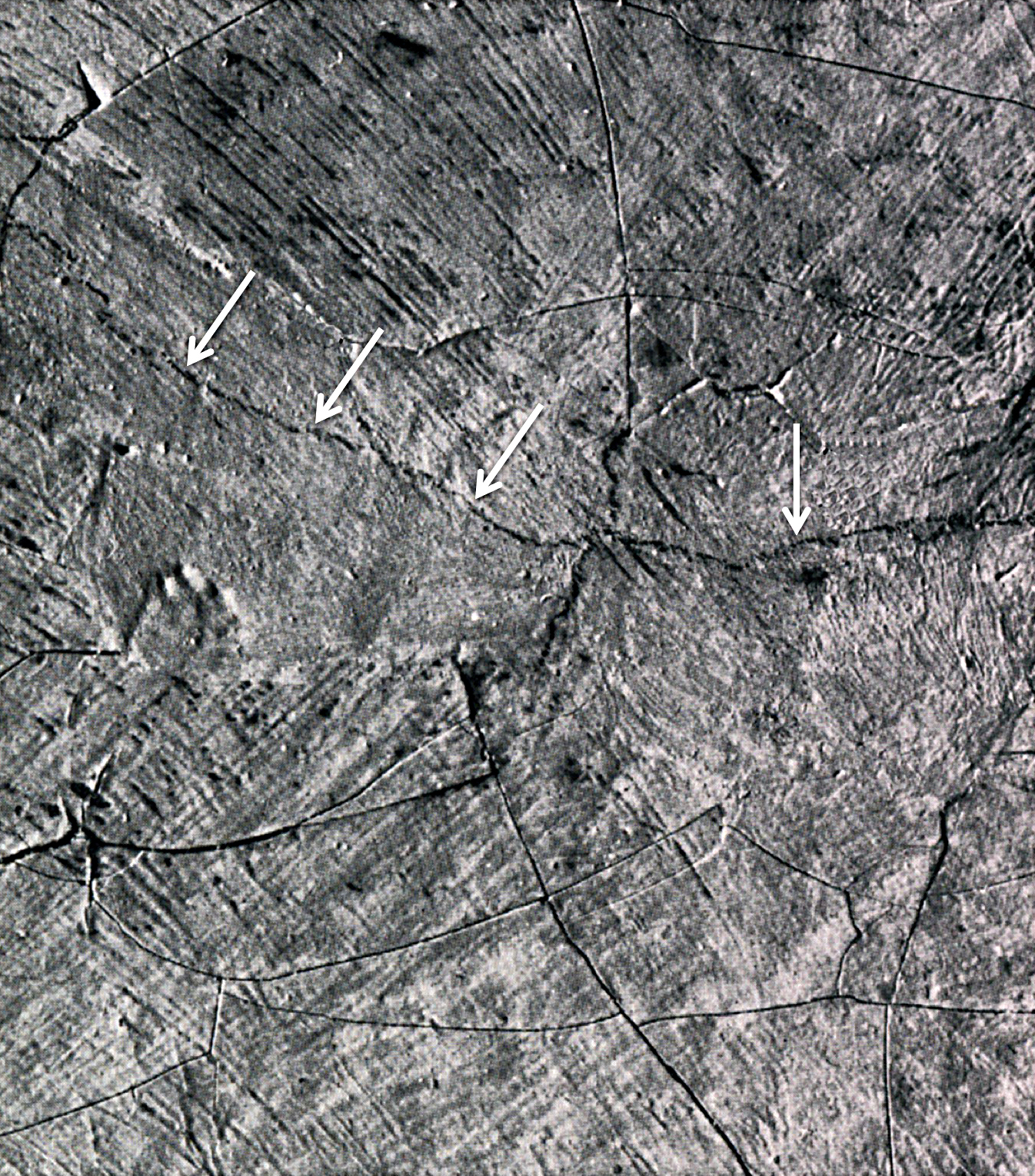
Auf die Retusche wurde das Craquelé mit einem Bleistift aufgezeichnet, um ihr Erscheinungsbild an die Originalmalerei anzupassen (s. Pfeile).

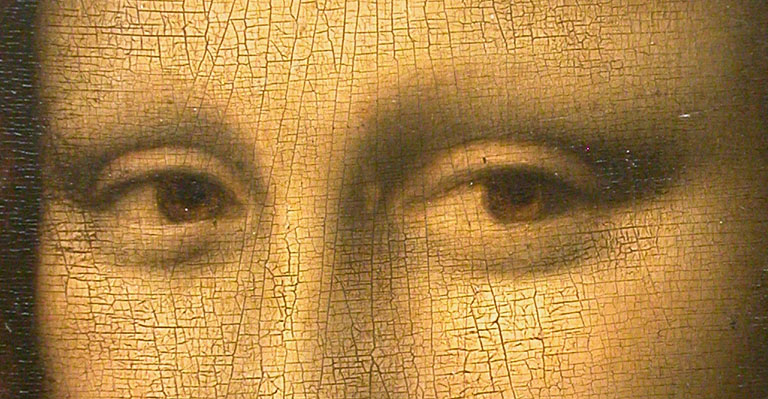
Krakelee an einem Ölgemälde (Mona Lisa)

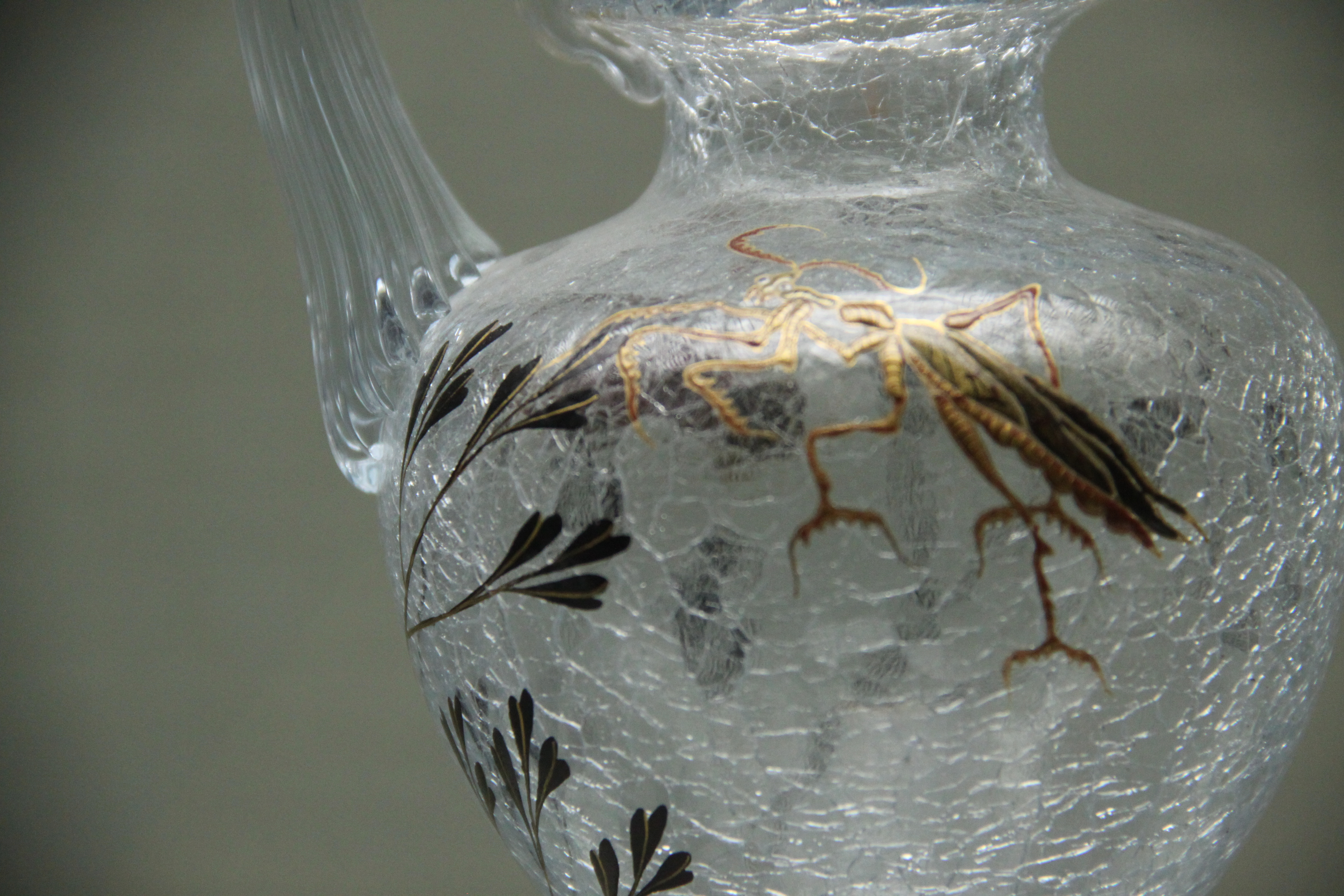
Kleine Glasvase (Ausschnitt), Émile Gallé ca. 1880

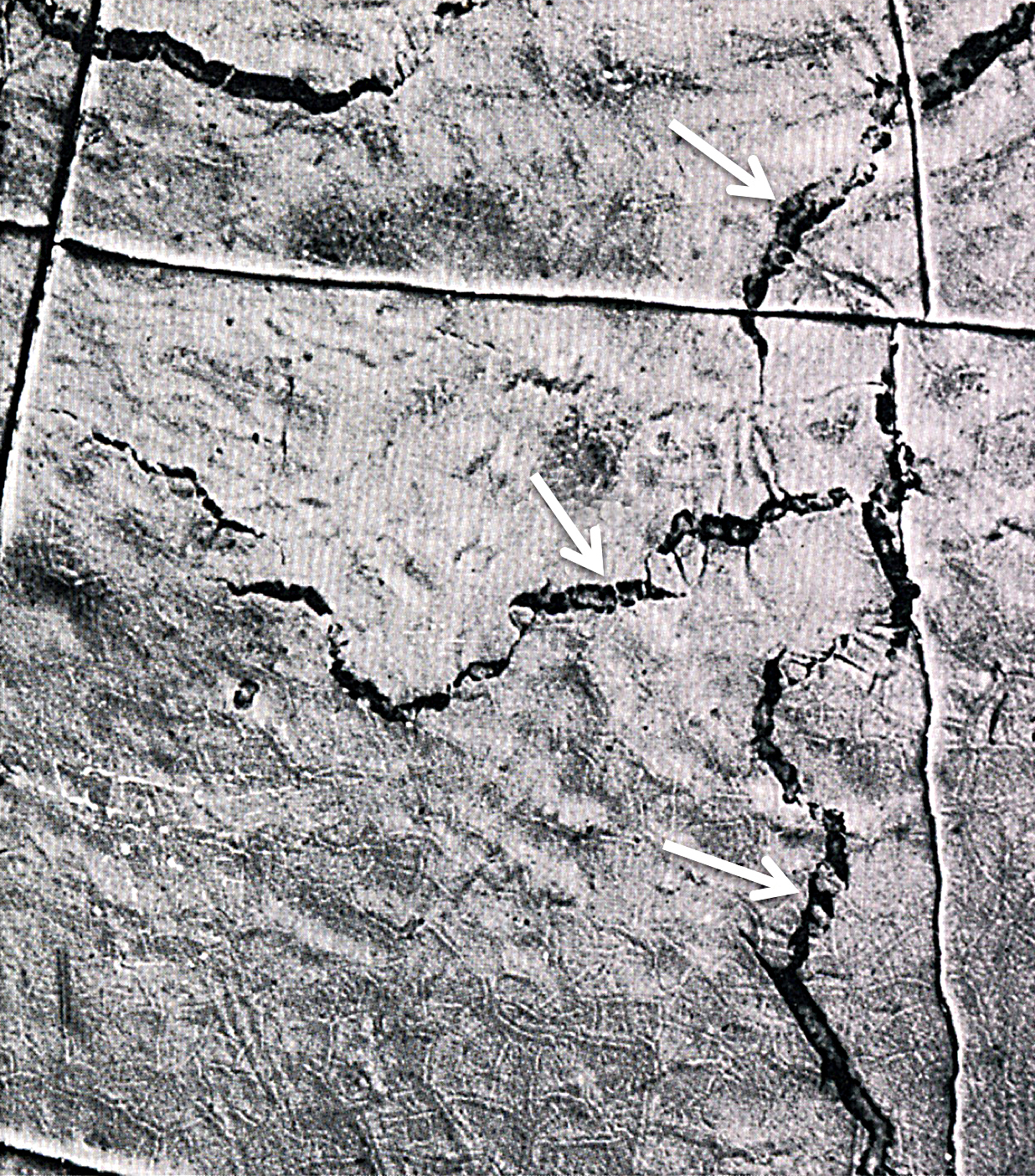
Das Craquelé auf dieser Fälschung wurde mit einem sogenannten Reißlack erzeugt. Die Fälschung ist so alt, dass im Laufe der Jahre zusätzlich Alterssprünge entstanden sind.

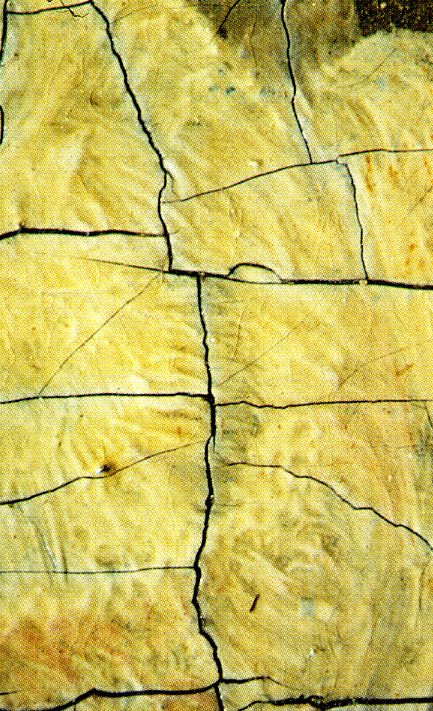
Leinwandgemälde und Holztafelbilder besitzen charakteristische Craqueléformen. Dies ist ein typischer, gitterförmiger Alterssprung auf einem Leinwandgemälde.

Das Krakelee oder Craquelé(e) (frz. craqueler, „rissig werden“; craquelé, „rissig, gesprungen“) ist ein Sprung- oder Rissnetz, das in Ölgemälden, Steinen, Schmucksteinen, Lackierungen, Glasflächen, Glasuren von Keramikgegenständen oder in Wandmalereien, Fassadenputzen und -anstrichen vorkommen kann. Entstehen kann ein Craquelé bei der Herstellung eines Objektes durch falschen Aufbau (Frühschwundrisse), im Laufe seiner Alterung (Alterssprung) durch mechanische Belastung (Klimaschwankungen, Transport), aber auch als gewünschter Effekt durch einen entsprechenden maltechnischen Aufbau („mager auf fett“), oder wird mit einem Reißlack künstlich hergestellt.

## Glas
Krakeliertes Glas bietet durch den Eindruck größter Fragilität einen besonderen optischen Reiz.

## Keramik
In der Keramikherstellung bildet sich das Krakelee durch unterschiedliche Ausdehnungskoeffizienten von Trägermaterial und Glasur schon beim Brand; insbesondere die in Japan entstandene Raku-Keramik weist entsprechende Oberflächen auf.
Bei hellen Zinn/Blei-Glasuren (wie die Grundglasur bei Majolika oder Fayence) nach dem Brand noch kaum sichtbar, füllen sich die Haarrisse mit der Zeit im Gebrauch mit dunkleren Partikeln und werden dadurch immer stärker sichtbar.
Dunkle und opake Glasuren wie das für ältere Kachelöfen oft verwendete „Flaschengrün“ neigen weniger zum Nachdunkeln der Glasurrisse, die ursprüngliche Optik bleibt meist über Jahre unverändert erhalten.
Bei glasierten Ofenkacheln, die besonders hitzebeständig sein müssen, treten die feinen Risse in der Glasur häufiger auf. Dies ist insbesondere bei sehr großen Kachelteilen erwünscht. Hierdurch wird die Keramik robuster gegen Bruch durch Temperaturschwankungen, da die weniger flexible Glasur mit dem sich stärker ausdehnenden Keramikkörper „mitgehen“ kann.
Schmucksteine werden künstlich krakeliert, indem der Stein erwärmt und rasch wieder abgekühlt wird. Durch eine Farbpolitur können die Risse zusätzlich hervorgehoben werden.

## Malerei
Die wohl auffälligste Alterserscheinung und Veränderung in der Bildschicht von Gemälden ist das Craquelé, das ihr Erscheinungsbild mehr oder weniger stark beeinflusst. Das Craquelé ist ein Sprung- oder Rissnetz, das in der Regel auf jedem älteren Gemälde mehr oder weniger deutlich zu erkennen ist. Es ist abhängig von den in der Malerei verwendeten Materialien (Bildträger, Pigmente, Bindemittel), von den atmosphärischen Bedingungen, denen ein Gemälde ausgesetzt ist/war, und von der Art, wie es vom Hersteller, von den Eigentümern und/oder den Gemälderestauratoren behandelt wurde. Die Gemäldekunde unterscheidet zwischen Sprüngen und Rissen. Sprünge sind mechanisch oder atmosphärisch bedingt (Alterssprung), nicht breiter als etwa 0,5 mm und reichen immer bis auf den Bildträger. Risse, genauer Frühschwundrisse, sind maltechnisch bedingt, ab etwa 1 mm breit und reichen maximal bis zur Grundierung. In einigen Fällen können die Grenzen zwischen Sprüngen und Rissen fließend sein, d. h., Sprünge können in den Tiefen breiter Risse verlaufen. Die Erscheinungsform eines Craquelés ist bei der Frage nach der Erhaltung, der Echtheit und des Alters eines Gemäldes von großer Bedeutung.
Mit Reißlack oder Krakelierlack (auch Krakeliermedium genannt), der etwa im Bastelbedarf erhältlich ist, kann ein künstlicher Krakelee-Effekt erzeugt werden. Reißlack zieht sich beim Trocknen zusammen, wobei sich ein Muster von Sprüngen bildet. Dadurch soll durch die ansonsten transparente Lackierung ein „antikes“ oder „historisches“ Erscheinungsbild entstehen.

### Craqueléfälschung
Ein gefälschtes Gemälde bedarf künstlich hergestellter Risse und Sprünge, um wie ein Original zu wirken. Craqueléfälschungen können durch einen bestimmten Aufbau der Malschicht („mager auf fett“), durch Aufzeichnen, Aufmalen, Ritzen oder durch die verschiedenen Möglichkeiten des „Brechens“ oder „Sprengens“ der Malschicht erzeugt werden.
Legt der Fälscher auf eine langsam trocknende (oxidierende), in der Regel stark ölhaltige Farbschicht eine schnell trocknende, entstehen Frühschwundrisse. Die künstlich erzeugten Frühschwundrisse bedecken in den meisten Fällen gleichmäßig das ganze Gemälde, während originale Frühschwundrisse partiell, häufig auf bestimmte Farben begrenzt, auftreten und in Form und Größe unterschiedlich sind. Aufgemalte, aufgezeichnete und eingeritzte Craqueléformen bleiben nur bei oberflächlicher Betrachtung unerkannt. Einer Untersuchung mit einer Lupe oder einem Stereomikroskop (Makrountersuchung) können sie nicht standhalten. Sie liegen auf oder in der obersten Farbschicht und zeigen keinerlei „Bruch“. Auch das eingeritzte Craquelé wirkt bei stärkerer Vergrößerung eher wie eine Furche und unterscheidet sich deutlich von den natürlich entstanden Sprüngen.

## Verwitterung
Verwitternde Oberflächen, wie bei Bitumenbahnen oder Kunststoffoberflächen, entwickeln ebenfalls einen Krakelee-artigen Anschein.

## Beispiele

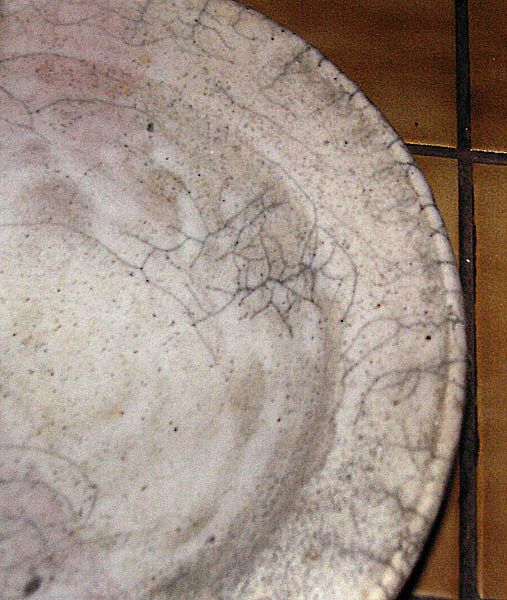
Raku-Teller
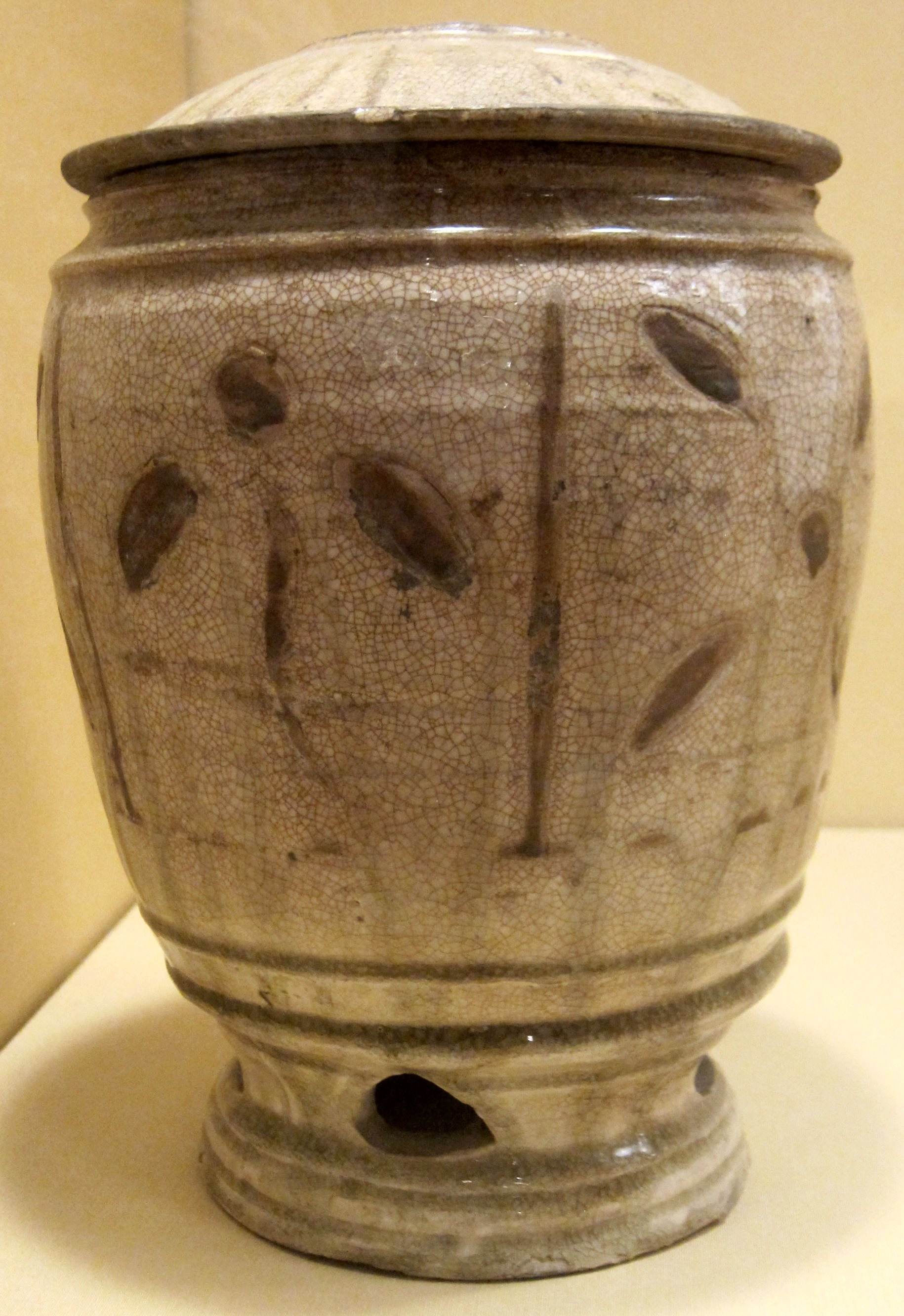
Getreide- behälter, Vietnam, 11./12. Jahrhundert
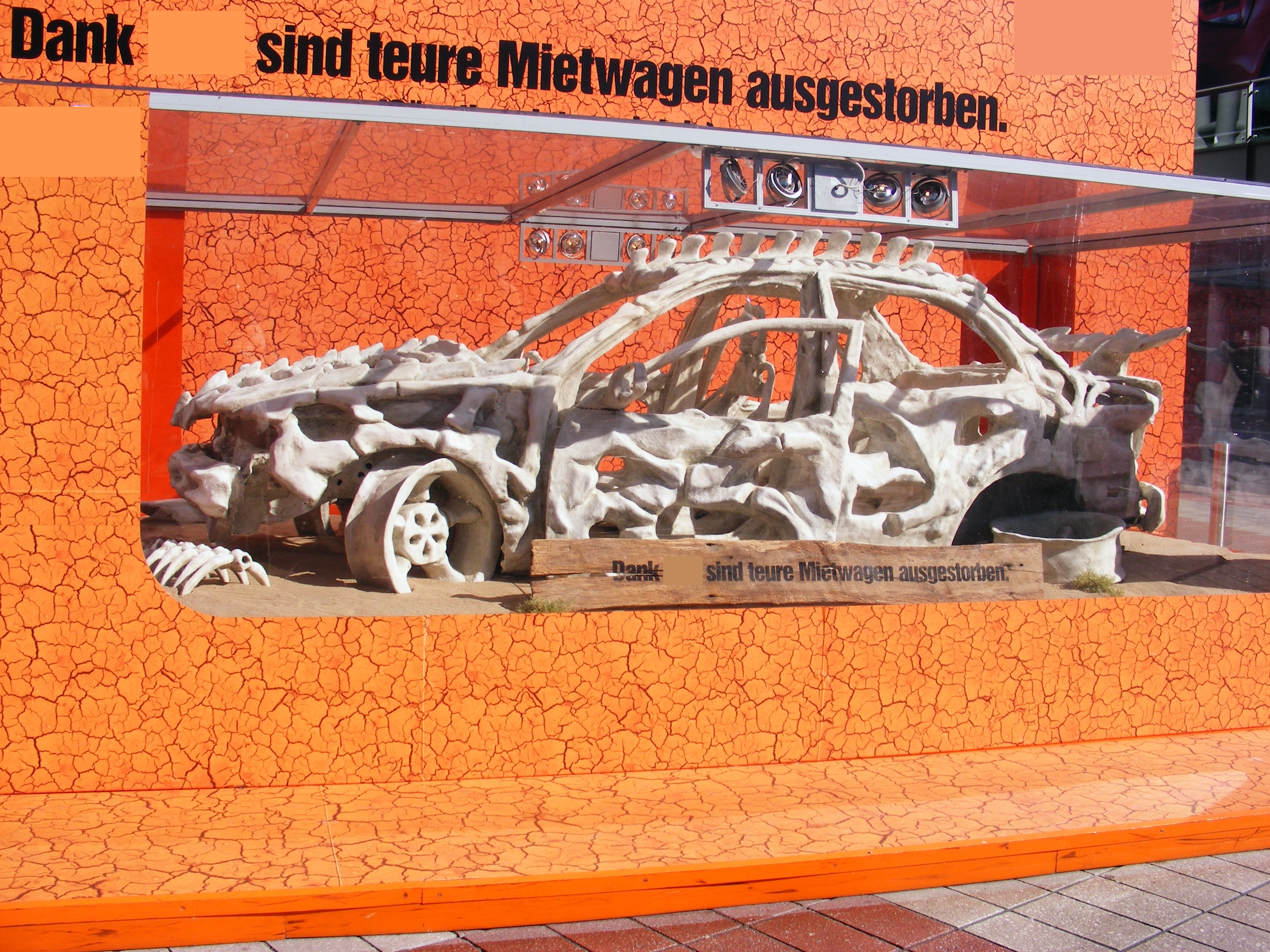
Nachbildung eines Kfz zu Werbezwecken in einer Krakelee-Wand am Flughafen München (2010)
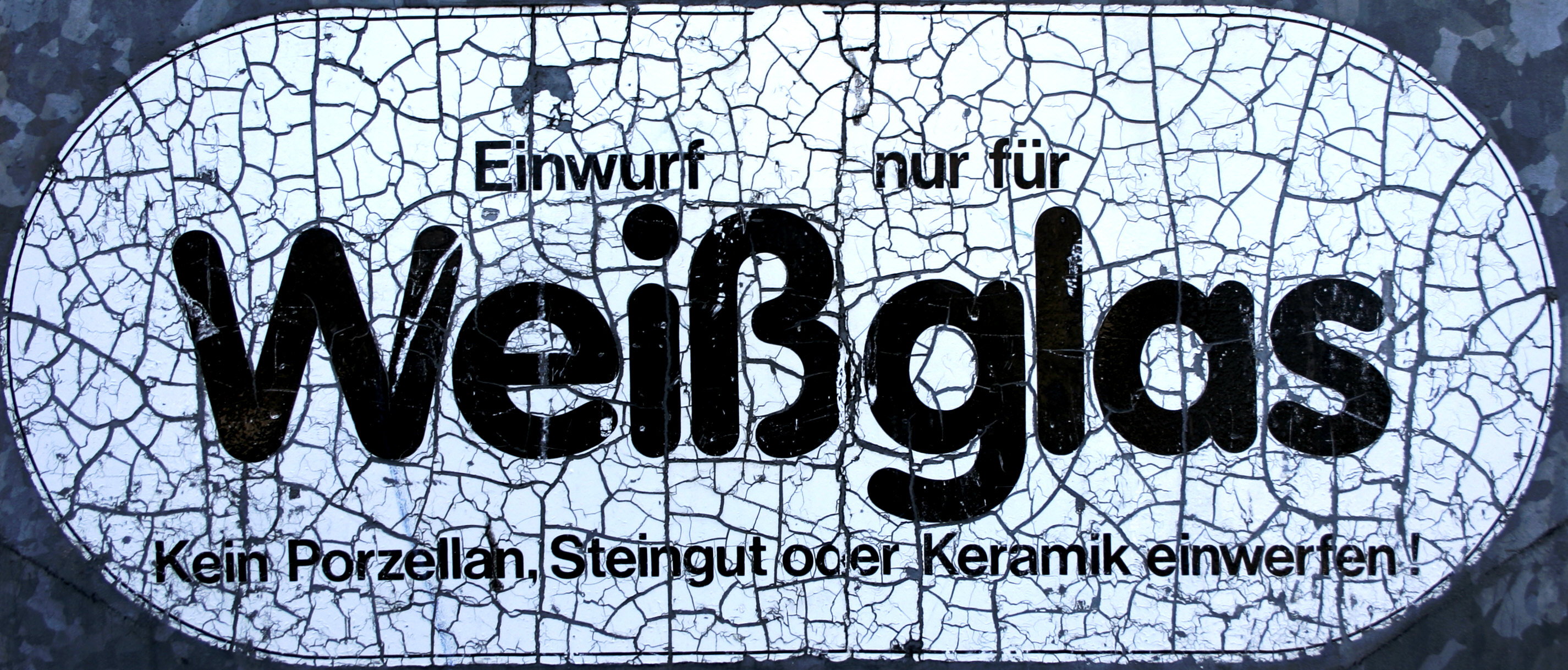
Verwitternder Hinweis an einem Glas-Recycling-Container
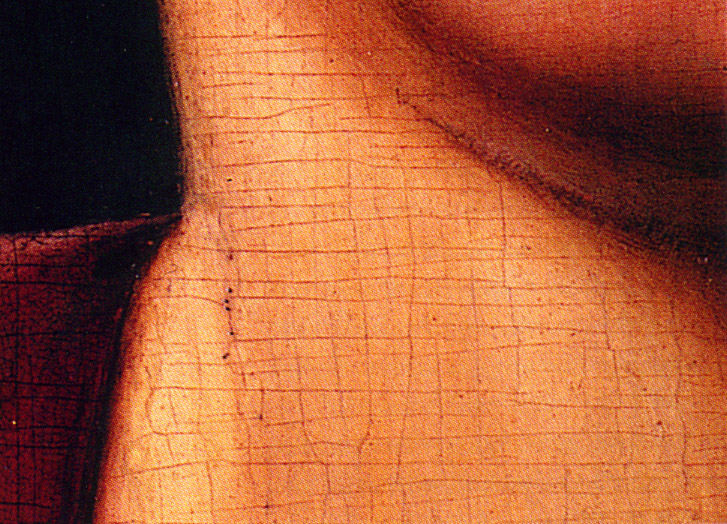
Um ein altes Gemälde vorzutäuschen, hat der Fälscher ein gitterförmiges Craquelé in die Bildschicht geritzt.
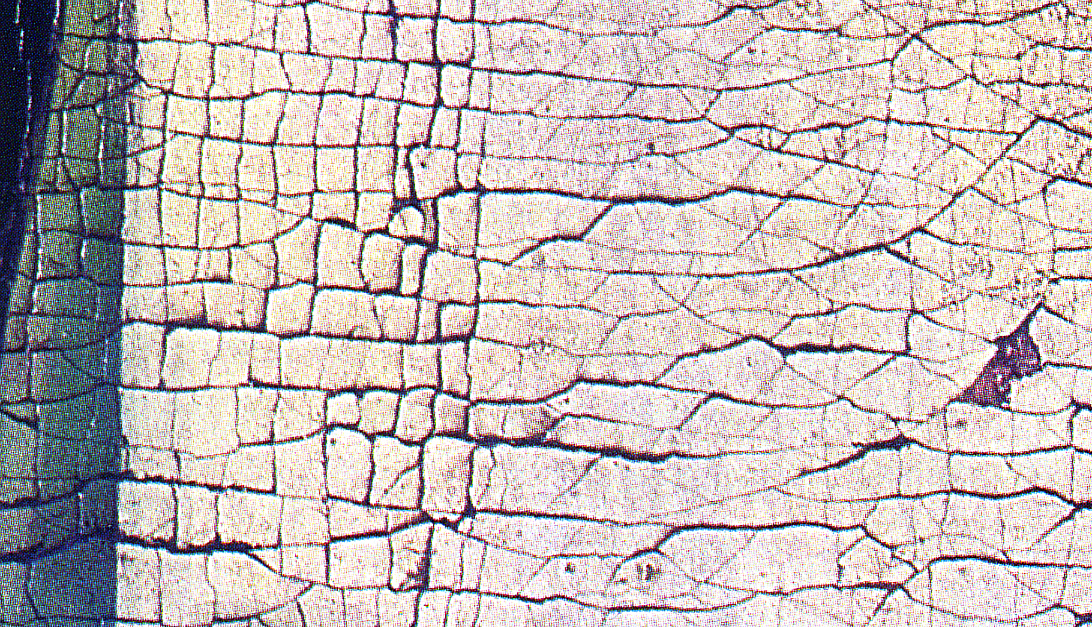
Um ein altes Gemälde vorzutäuschen, hat der Fälscher die Bildschicht gebrochen und Schmutz in die Brüche eingerieben.
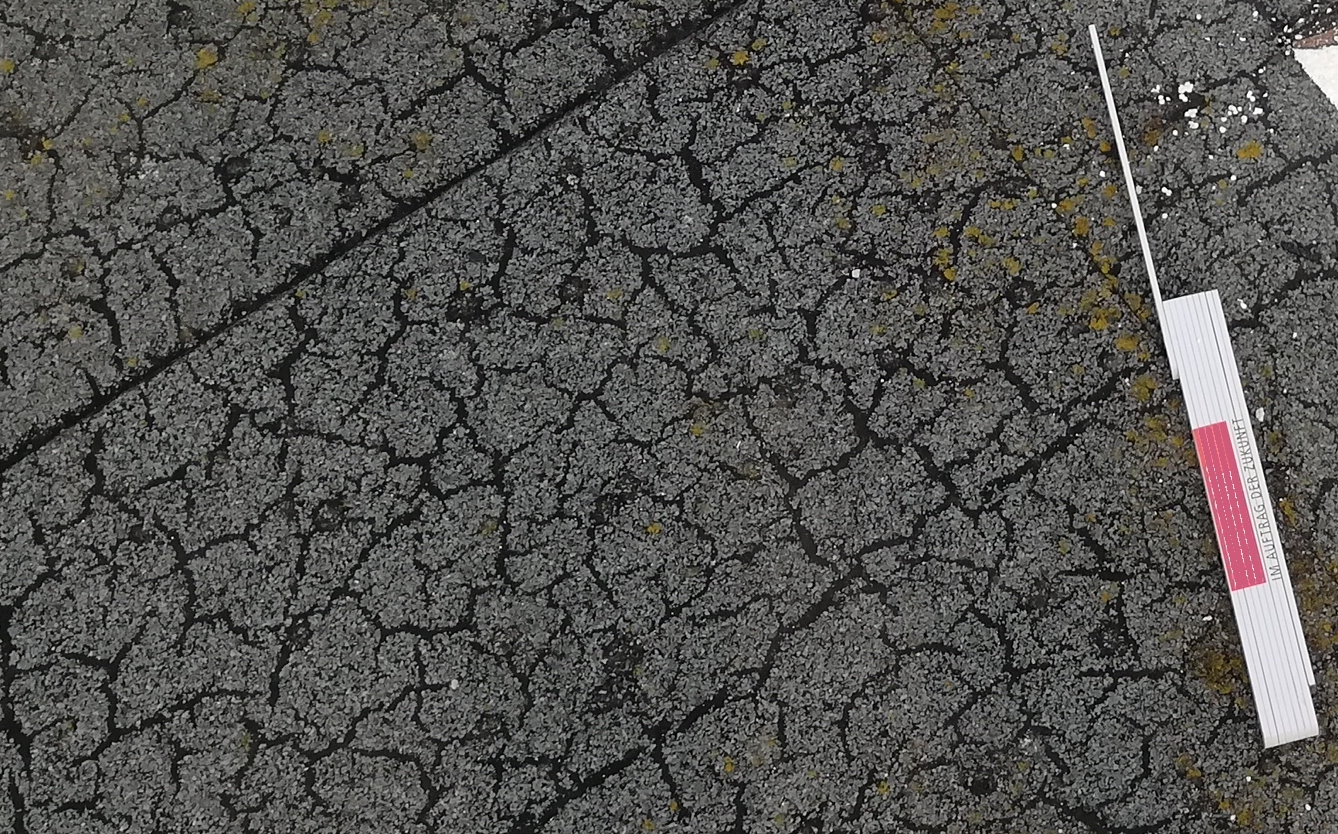
Alternde Bitumenabdichtung auf einem Flachdach

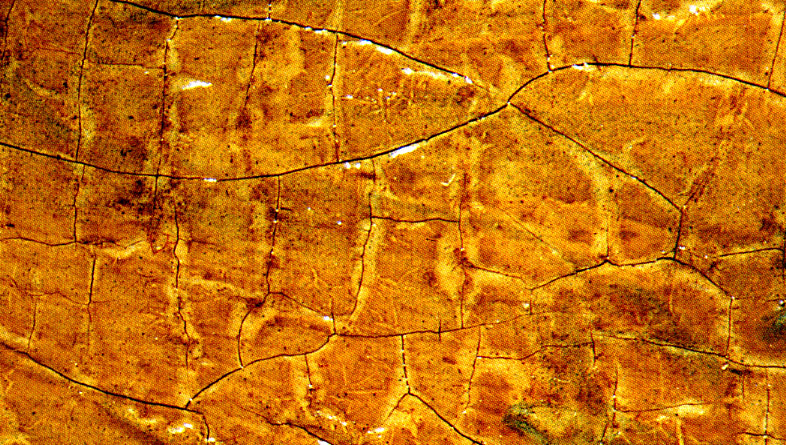
Neben dem Alterssprung befindet sich ein gebräunter Firnis mit ausgeprägten Frühschwundrissen auf der Malschicht. Die Risse deuten darauf hin, dass im Firnis nicht nur ein Harz, sondern auch ein trocknendes Öl enthalten ist.